# São José da Boa Vista
São José da Boa Vista este un oraș în Paraná (PR), Brazilia.